# Мері Лендрю
Мері Лоретта Лендрю (англ. Mary Loretta Landrieu; нар. 23 листопада 1955, Арлінгтон, Вірджинія, США) — американський політик, старший сенатор США від штату Луїзіана з 1997, член Демократичної партії (належить до консервативного крила партії).

## Біографія
Лендрю належить відомої політичної сім'ї з Нового Орлеану в штаті Луїзіана, де вона виросла. Її батько Моріс був мером міста (1970–1978), а пізніше міністром житлового будівництва і міського розвитку США (1979–1981), в той час як її брат Мітч був віце-губернатором Луїзіани (2004–2010), після чого він вступив на посаду мера Нового Орлеану.
Закінчила Університет штату Луїзіана в 1977 році. Вона була членом Палати представників Луїзіани (1980–1988), пізніше була державним скарбником штату (1988–1996). У 1995 році Лендрю могла бути кандидатом на посаду губернатора Луїзіани від Демократичної партії, однак не перемогла на праймеріз. У наступному році вона, однак, вона була обрана до Сенату США в 1996 році.
Була одним з можливих кандидатів на посаду віце-президента від демократів на виборах 2004 року.
Відігравала провідну роль у відновленні рідного штату після урагану Катріна і подальших повеней в Новому Орлеані у вересні 2005 року, різко критикувала президента Джорджа Буша і федеральний уряд за неналежну ліквідацію наслідків катастрофи.
Належить до Римо-католицької церкви. Одружена, має двох дітей.